# سامانتا (آلاباما)
سامانتا (به انگلیسی: Samantha) یک منطقهٔ مسکونی در ایالات متحده آمریکا است که در شهرستان تاسکالوسا، آلاباما واقع شده‌است. سامانتا ۱۲۰٫۰۹ متر بالاتر از سطح دریا واقع شده‌است.